# Château Ducru-Beaucaillou
Koordinaten: 45° 9′ 2,5″ N, 0° 44′ 0,5″ W

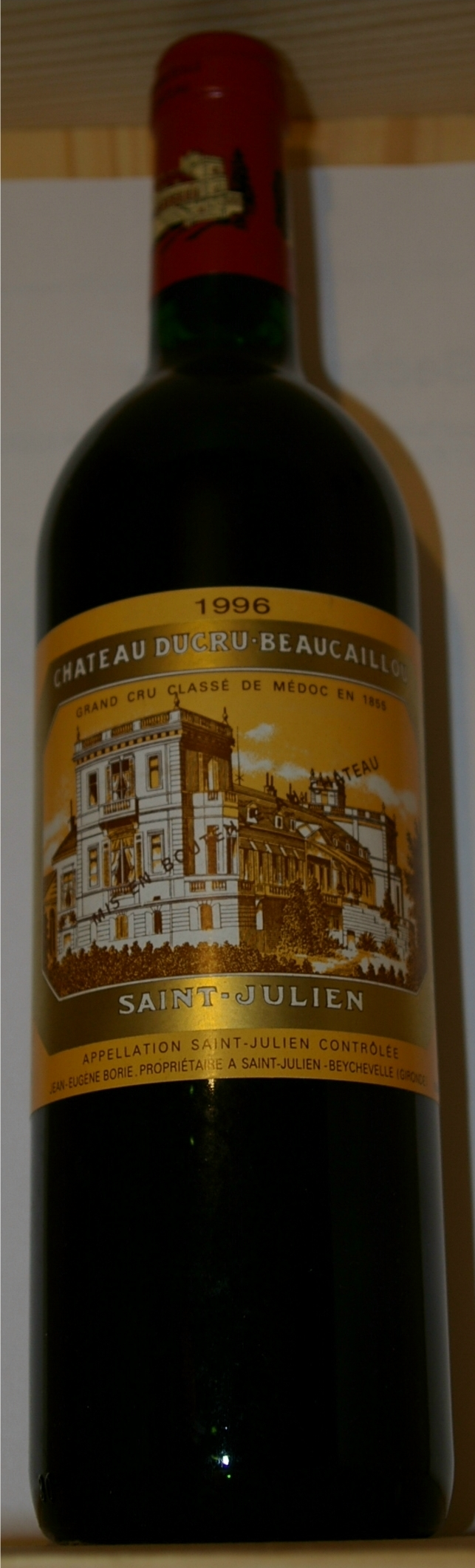
Ducru Beaucaillou 1996

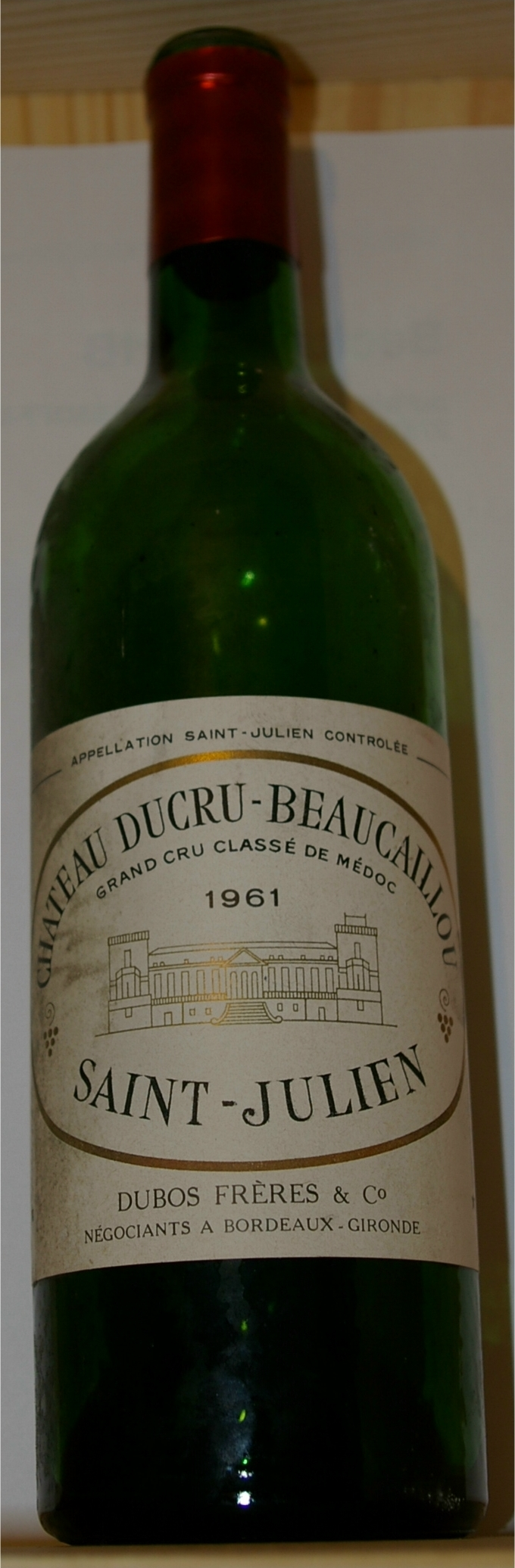
Ducru Beaucaillou 1961

Das Château Ducru-Beaucaillou ist eines der berühmtesten Weingüter von Bordeaux. Seit der Klassifikation von 1855 ist das Weingut als Deuxième Grand Cru Classé eingestuft, der zweithöchsten Stufe der Klassifikation.

## Lage
Das Château liegt in Saint-Julien an der Gironde, in Nachbarschaft des Gutes Beychevelle und nahe der „Route du Vin“. Es gehört der Betreibergesellschaft Jean-Eugène Borie SA, der seit 2003 Bruno-Eugène Borie als Direktor vorsteht. Bruno-Eugène hatte bereits im Jahr 1985 die Firma Lillet übernommen. Borie zählt zu den wenigen Weingutsbesitzern, die selbst auf dem Gut wohnen.

## Weine
Die Rebflächen umfassen 52 Hektar und sind mit 70 Prozent der Rebsorte Cabernet Sauvignon, 25 Prozent Merlot und 5 Prozent Cabernet Franc besetzt. Aus Qualitätsgründen beträgt die Rebstockdichte 10.000 pro Hektar, der Ertrag schwankt zwischen 35 und 45 hl pro Hektar.
Die Reben sind durchschnittlich 40 Jahre alt. Die Gesamtproduktion des Gutes umfasst rund 300.000 Flaschen Wein im Jahr, wovon circa 25 Prozent auf den Zweitwein „La Croix de Beaucaillou“ entfallen.
Der Wein von Château Ducru-Beaucaillou benötigt mindestens ein Dutzend Jahre in der Flasche, um zur Reife zu gelangen. Große Jahrgänge bauen jahrzehntelang aus. Als herausragend gelten 1966, 1970, 1982 und 1986. Die besten Jahrgänge der jüngeren Zeit waren 1995 und 1996. Diese werden von dem Weinkritiker Robert Parker mit 96 und 94 Parker-Punkten bewertet. Eine Flasche dieser Jahrgänge ist selten unter 100 Euro zu erstehen (Stand 2005). Auch die Weine von 2000 (94+PP), 2003 (96PP) und 2005 (97PP) sind vielversprechend, jedoch noch zu jung zum Genuss.
Château Ducru-Beaucaillou wird vom Önologen Jacques Boissenot sowie dessen Sohn Eric begleitet und beraten.

## Geschichte
Ursprünglich entstand das Gut aus einer Aufteilung der Baronie Beychevelle. 1795 wurde das Château von Bertrand Ducru erworben. Angeblich ist die Klassifizierung als Deuxième Cru 1855 der Tatsache zu verdanken, dass während der Sitzungen des Klassifizierungskomitees ständig Ducru-Beaucaillou ausgeschenkt wurde. 1866 wurde der Besitz um eine Million Franc von der Familie Johnson erworben, die ihn 1928 an Desbartes de Burke veräußerte. 1941 ging das Gut an die Familie Borie.

## Rezeption
Der Wein hat Eingang in die wissenschaftliche Literatur gefunden. In seiner Habilitationsschrift erörtert Nils Jansen, Professor an der Westfälischen Wilhelms-Universität in Münster, die Begrenzung individueller Freiheit durch Sachzwänge (im Gegensatz zu staatlichen Regelungen) am Beispiel der Steigerungen des Preises einer Flasche Château Ducru-Beaucaillou.